# 花ノ山春治
花ノ山 春治（はなのやま しゅんじ、1894年 - 1924年1月1日）は、峰崎部屋、片男波部屋に所属した元力士。最高位は西十両5枚目。

## 経歴
1915年1月場所初土俵、1917年1月場所新十両。十両を5場所務めたが1919年5月場所には幕下に陥落した。
心機一転、磐城嶽と改名したものの、番付は下がる一方で三段目3枚目まで陥落したが、ここから好成績を続け1923年1月場所には十両に復帰した。史上初の三段目から十両に返り咲いた力士である。
なおこの間、1922年に師匠の死に伴い、峰崎部屋から三杦磯善七らとともに片男波部屋に移籍した。しかし新入幕をうかがったのも束の間、1924年の元旦に急死する悲劇に見舞われた。1924年1月場所の番付には西十両13枚目に名前が残っているが、死跡となった。満29歳没。

## 成績
十両8場所　17勝20敗2預